# Витториоза Старс
«Витториоза Старс» (англ. Vittoriosa Stars) — мальтийский футбольный клуб из города Биргу, выступающий в Мальтийской Премьер Лиге[уточнить].

## История
Предполагалось, что в сезоне 2009/10 клуб стартует в мальтийской Премьер-лиге. Однако коррупционное дело, рассмотрение которого неоднократно откладывалось футбольной ассоциацией, этому помешало.
В итоге вердикт был вынесен только после первого тура нового сезона. 25 августа 2009 года команда была возвращена в Первый дивизион, причём решение вступало в силу незамедлительно. Несмотря на сложившуюся ситуацию, футболистам удалось сохранить оптимистичный настрой, и они повторили прошлогодний успех. Клуб вышел в Премьер-лигу со второго места, пропустив вперёд лишь «Марсашлокк».